# پرتره لوته
پرتره‌ی لوته، یک ویدئوی همه‌بین تایم لپس است از دختری به نام لوته هافمیستر که روند رشد او از نوزادی تا ۲۱ سالگی نشان می‌دهد. پدر او فرانس هافمیستر، که فیلم‌برداری هلندی است، اولین نسخه از این ویدئو را در ۱۷ آوریل ۲۰۱۲ منتشر کرد. این ویدئو بازخوردهای بسیاری داشته و حتی از آن در تبلیغات سپرینت استفاده شده است.

## پیش‌زمینه
فرانس هافمیستر هر هفته ۱۵ ثانیه از لوته تهیه می‌کرد تا از آن‌ها یک ویدئوی تایم لپس از نوزادی تا نوجوانی او بسازد. پس از انتشار اولین نسخه، او آن را «انتشار نهایی تایم لپس سن» نامید. او نسخه‌های مختلفی از این ویدئو را منتشر ساخته است، مانند سن‌های ۱۲، ۱۴، ۱۶، ۱۸، ۲۰. آخرین نسخه با تصویر لوته را در سن ۲۱ سالگی پایان می‌یابد.
او توضیح می‌دهد که:
او چنان سریع داشت رشد می‌کرد که من احساس کردم برای حفظ خاطراتم از خطر فراموشی باید چهره‌ی او را مستند کنم.
هنگامی که او شرایط را برای تصویر برداری سخت می‌دید می‌گفت: «بعضی اوقات آن‌ها دلشان نمی‌خواست. پس می‌گفتم: فقط یک دقیقه. به من در مورد توپ بازیت بگو، بردی؟!» این گونه آن‌ها را ثابت نگه می‌داشتم و صحنه را ضبط می‌کردم.

## وینس
پس از ۱۲ سال فیلم‌برداری از لوته، او شروع به فیلم‌برداری از پسرش وین کرد. او ویدئوهای لوته را بسیار «شیرین» و از وین را بسیار «بازیگوش» توصیف کرده است.